# Stjórn

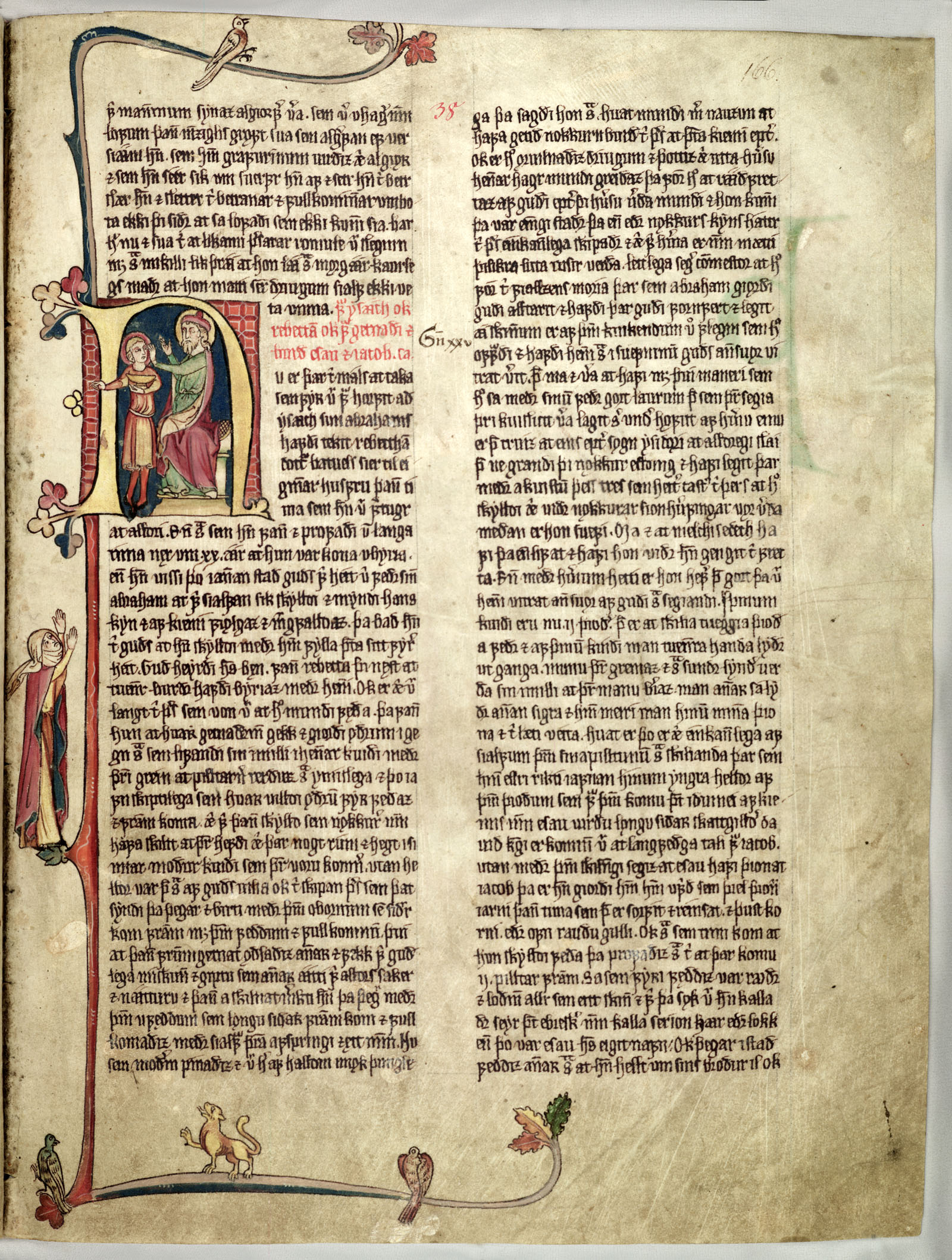
página do Stjórn

Stjórn é o nome dado a uma coleção de traduções do Antigo Nórdico de material histórico do Antigo Testamento datando do século XIV, que juntos cobrem a história judaica de Gênesis a II Reis. Apesar do título coletivo, Stjórn não é uma obra homogênea. Em vez disso, consiste em três obras separadas que variam em data e contexto, rotuladas Stjórn I, II e III por Kirby.
Stjórn I cobre Gênesis a Êxodo 18 com muito material adicional de Pedro Comestor e Vincent Beauvais. Stjórn II completa o Pentateuco; é baseado estritamente no texto da Vulgata, mas é significativamente abreviado. Stjórn III trata Josué para o Exílio com alguma abreviação e expansão e usa tanto a Vulgata quanto a Historia scholastica de Comestor como a fonte de sua tradução.
Esses textos foram editados sob o título Stjórn por C.R. Unger em 1862. Isso, assim como a existência de muitos manuscritos que contêm as três obras, contribuíram para a percepção de Stjórn como uma obra unitária.

## Título
O nome Stjórn, que em nórdico antigo significa 'orientação' ou 'governança', foi registrado pela primeira vez por Árni Magnússon em 1670 em referência aos fólios 226 e 228 da AM. Ele relatou que o AM 228fol., Que estava na fazenda Hliðarendi, era chamado de Minnir Stiorn (o menor Stjórn) e o AM 226 fol. foi chamado Stærri Stiorn (o principal Stjórn).  Várias teorias foram apresentadas para explicar por que deveria ter sido o título dessas obras.
Henderson (1818) considerou que se referia à teocracia judaica, enquanto Unger pensava que se referia à orientação de Deus sobre o povo judeu. No entanto, Astås argumenta que, como Stjórn dá muito pouca ênfase ao fato de que os judeus eram o povo de Deus, é mais provável que Stjórn se refira à "educação moral do homem por Deus". Baseia-se no uso do verbo stjórna no prefácio, que se refere ao reinado de Deus sobre o mundo, e que stjórna tem conotações morais em textos religiosos do século XIII.
Storm (1886) pensou que era uma tradução de regnum, significando história real ou reinado. De forma semelhante, Jónsson (1923) considerou possível que se tratasse de uma tradução de liber regnum e, portanto, referindo-se aos livros dos Reis na Vulgata.
Kirby acha que o título deriva de uma leitura incorreta de uaar konungr. Sa sem stiornar….

## Manuscritos
O mais antigo desses manuscritos é AM 228 fol., Que é tradicionalmente datado do primeiro quarto do século XIV; contém apenas Stjórn III. AM 227 fol. datado de c. 1350 contém Stjórn I e III. AM 226 fol. originalmente continha Stjórn I e III, como evidenciado pela AM 225 fol. que é uma cópia da AM 226 fol. datando de c. 1440.  Depois da manhã 225 fol. foi copiado dele, a reunião em AM 226 fol. contendo o final de Stjórn I e início de Stjórn III foi cortado e Stjórn II inserido, escrito em uma caligrafia muito posterior.
AM 226 fol. e muitas cópias posteriores em papel também contêm, após Stjórn, a Rómverja saga, a Alexanders saga e a Gyðinga saga. Alguns manuscritos Stjórn são belamente ilustrados  e AM 227 fol. foi considerada uma das maiores conquistas da criação de livros islandesa medieval.

## História
O prefácio de Stjórn registra que o rei Haakon Magnússon da Noruega encomendou uma compilação de material bíblico para ser lido em voz alta para o benefício daqueles em sua corte que não entendiam latim. A veracidade disso é, no entanto, incerta. O compilador afirma que faz uso de textos extra-bíblicos, como a Historia scholastica de Pedro Comestor e o Speculum historiale de Vicente de Beauvais.  No entanto, isso pode se aplicar apenas a Stjórn I, visto que os demais não apresentam a ampla compilação de fontes evidenciada em Stjórn I.
Nada certo se sabe da história das traduções de Stjórn antes de 1670. No entanto, uma “biblia j norænu '' é mencionada como pertencente à catedral de Hólar em 1525, que alguns argumentaram ser uma obra de Stjórn. Um avistamento semelhante e possível de 'Stjórn' vem de c. 1580 quando Peder Claussøn Friis, vigário de Audnedal na Noruega relata em seu Om Iisland que um “homem norueguês bem nascido, chamado Erik Brockenhus” viu um manuscrito iluminado contendo a Bíblia em islandês, “por volta de 1567”.

### Recepção crítica precoce
A primeira pessoa a informar o público europeu sobre Stjórn foi o bispo dinamarquês Ludvig Harboe em seu Kurze Nachricht von der Isländischen Bibel-Historie de 1746.
Em 1818, Ebenezer Henderson, um ministro escocês, apontou para as semelhanças entre Stjórn e Konungs Skuggsjá (o espelho do rei), o que tem sido um aspecto importante na discussão de Stjórn desde então.
A primeira publicação editada foi por Unger em 1862 como Stjorn: Gammelnorsk Bibelhistorie, que tentou fornecer um texto próximo ao usado pelo compilador original.
Em 1866, Keyser questionou a autenticidade de uma nota no AM 226 fol. o que sugeriu que o abade islandês Brandr Jónsson foi o autor de Stjórn. Isso abriu caminho para argumentos para uma providência norueguesa do trabalho: um tema que foi calorosamente debatido.

## Conteúdo

### Stjórn I
Stjórn I cobre o material do Pentateuco de Gênesis a Êxodo 18  e é considerado por Kirby como a mais jovem das três seções. Não é uma simples tradução dos textos bíblicos relevantes, mas sim uma compilação baseada na Bíblia que é aumentada com informações de várias fontes, principalmente de Vicente de Beauvis e da Historica scholastica de Comestor. O material adicional está na forma de comentários sobre o texto bíblico ou como informações discretas. Este último é principalmente derivado de Vincent de Beavis, incluindo um tratado sobre geografia, contos dos lendários casos de amor de José (filho de Jacó) e Moisés. Além disso, há também duas homilias na Quaresma.
Existem várias semelhanças de vocabulário e estilo entre Stjórn I e Stjórn III. Kirby explica isso afirmando que o autor de Stjórn I traduziu das fontes acima mencionadas, mas fez referência ao texto de Stjórn III ao fazê-lo.

### Stjórn II
Stjórn II completa o Pentateuco  e é considerado por Kirby como a mais antiga das três seções. É diferente no estilo de Stjórn I e III por ser traduzido da Vulgata com muito pouco material adicional.  Embora siga de perto o texto da Vulgata, ele omite seções significativas, muitas das quais se referem às informações mencionadas anteriormente no texto.
O texto de Stjórn II em AM 226 fol. é uma cópia de uma versão anterior, como pode ser visto em vários recursos de escriba. Seip (1952) argumenta que o texto fol AM 226 é uma cópia de um texto norueguês datado do final do século XIV. Kirby acredita que o escriba estava copiando um exemplar islandês datado de, no máximo, o primeiro quarto do século XIII.

### Stjórn III
Stjórn III cobre o texto bíblico de Josué até o final de II Reis, embora use informações dos livros de Crônicas para aumentar o texto. Kirby acha provável que este texto tenha sido composto por Brandr Jónsson, o tradutor da Gyðinga saga.
O texto segue de perto o texto da Vulgata com omissão e resumo como Stjórn II, mas ao contrário dessa seção faz uso considerável de material extra-bíblico, embora não na mesma extensão que Stjórn I.

A relação entre Stjórn III e Konungs Skuggsjá foi observada desde 1818. Tem sido tradicionalmente assumido que Konungs Skuggsjá tomou emprestado de Stjórn III. Que o oposto era verdadeiro foi argumentado por Hofmann (1973) e Bagge (1979); Kirby (1986) argumenta a favor da visão tradicional em seu estudo Bible Translation in Old Norse.